# ناحیه سیگت‌سنت‌میکلوش
ناحیهٔ سیگت‌سنت‌میکلوش (به مجاری: Szigetszentmiklósi járás) یک ناحیه در مجارستان است که در پِشت واقع شده‌است. ناحیهٔ سیگت‌سنت‌میکلوش ۲۱۱٫۲۸ کیلومتر مربع مساحت و ۱۱۰٬۴۴۸ نفر جمعیت دارد.